# 三淵晴員
三淵 晴員（みつぶち はるかず）は、戦国時代の武将。室町幕府幕臣（申次衆）。細川藤孝（幽斎）の父とされるが詳細は不明。

## 経歴
『寛永諸家系図伝』では父親は不明とされ、上野国足利〔ママ〕で生まれたとされる。一方で、『寛政重修諸家譜』では明応9年（1500年）、和泉守護細川元有の子として生まれたとし、親族で母方の叔父でもある将軍側近の三淵晴恒の養子となったとされる。ただし、同時代には晴員の兄と見られる三淵孫三郎がおり、子がいるのにもかかわらず養子を取る必要はないことから、細川氏出身であるとする説を否定する説もある。また、『寛永諸家系図伝』や『細川全記』、『御家伝』といった『寛政重修諸家譜』以前に編纂された資料では、子の細川藤孝が細川元有の養子とされており、『寛政重修諸家譜』の晴員の系譜と矛盾する。幕臣として12代将軍足利義晴に仕え、和泉国松崎城主、山城国大法寺城主となる。また、足利義晴の乳母とされる清光院は姉と伝えられている。
『言継卿記』天文元年11月11日条に「三淵弥二郎晴員」の署名がある文書が引用されている。また、本願寺証如の『天文日記』には天文6年3月4日条に登場した「三淵弥二郎」が1か月後の4月4日条には「三淵掃部頭」の名前で登場しているため、この間に掃部頭に任官したのが明らかとなる。当時、晴員は室町幕府から加賀国倉光保（倉光荘とも）を与えられていたため、加賀を実質支配していた本願寺と密接な関係を持っていたと推測され、『天文日記』などの本願寺関係の史料に度々登場している。また、山城国愛宕郡松崎郷にも5段（10石相当）を所領を持っていた他、複数の所領を有していた形跡がある。ただし、当時の生活は決して良くはなく、天文7年（1538年）9月には「不弁」を理由に暇を申請して幕府から拒絶されている（『大舘常興日記』天文7年9月3日条）。
天文16年（1547年）に義晴・義輝親子が管領細川晴元と戦って敗北し、近江国坂本に落ち延びるときもこれに従った。
義晴の死後も義輝に仕えているが、義晴の死後に出家したらしく、以降は「掃部入道」「伊賀入道」の名前で登場している。
永禄8年（1565年）に13代将軍義輝が討たれた後はその弟・15代将軍義昭に仕えた。永禄13年（1570年）3月1日に死去。享年71。
子の細川藤孝（幽斎）は同僚である細川晴広の養子となり、近世細川家の祖となった。藤孝の生母は天正10年5月19日に死去した側室の智慶院（清原宣賢の娘）で、彼女は足利義晴から下げ渡され晴員の妻となったため、一説には藤孝は義晴の落胤であるという。ただし『藤孝事記』には、寛文元年（1661年）頃に藤孝の母方の清原家に幽斎の出自を尋ねた返答を基にした「舟橋家説」が収録されている。その家説によると、宣賢には2人の娘がおり、1人は義晴の女房で「智慶院」と称し藤孝を産み、もう1人（養源院）が三淵晴員の室となった（藤孝の母と晴員の室は別人で、藤孝の実父は晴員ではなかった）とする。そして、藤孝が最初に「細川刑部大輔（刑部少輔晴広）」の養子となり、ついで刑部大輔に実子が生まれたために母の縁によって晴員夫妻に預けられたとする。この証言は清原枝賢（藤孝の母方の従兄弟）の娘の寿光院のものであり、彼女は藤孝と兄弟のように育てられたとされ、加えて枝賢の妻は刑部大輔（晴広）の後家とされていることから、小川剛生はこの証言を「幽斎の係累を検討する際に価値を持つ」と述べている。また、異母兄である藤英の生母は天正13年8月10日に死去した正室の養源院で、没後に藤孝が先に死去した藤英に代わって彼女の供養を行っている。

## 系譜
『系図纂要』によると、三淵氏は持清 - 晴重 - 晴政 - 晴貞 - 晴恒と4代続けて「晴」の字が名前に使われており、「晴」の字は10歳以上若い足利義晴（1521年元服）からの偏諱（1字）というより養子先の三淵氏の通字と考えられる。一方、三淵氏については、『伺事記録』延徳2年（1490年）9月23日条に三淵氏の当主とみられる「三淵伊賀入道正蓮」が播磨国印南郡の所領を安堵された記録が残り、また晴員の姉とされる清光院が播磨国で成長した義晴の養育係であったとされることから、三淵氏は義晴との関わりが深く、彼の庇護と将軍擁立の功労によって急速に地位を高めた幕臣とする見方もある（足利義稙の将軍職復帰期の幕府の記録には三淵氏の活動は確認できない）。なお、『寛政重修諸家譜』など18世紀の資料において晴員の父あるいは兄とされる細川元常は細川澄元・晴元陣営に属して義晴と対立し続けている。また、晴員と同時代にあたる大永から天文期に、晴員とは明らかに別人の「三淵孫三郎」という人物が三淵氏の当主であった形跡があり、義晴の上洛後も播磨に残って赤松氏との取次を務めている（ちなみに、現存の三淵氏の系図からは孫三郎の存在は確認できない）。設楽薫は晴員の和泉細川家出身説を疑問視し（同家との縁戚関係は否定しない）、清光院・晴員姉弟が実兄である三淵孫三郎の代わりに義晴の上洛に供奉・近侍したとしている。
なお、息子の藤英・藤孝は義輝（初名は義藤）から、藤英の息子の秋豪・昭貞・昭知・昭長は義昭（初名は義秋）から偏諱を受けている。
- 妻
  - 養源院（清原宣賢あるいは三淵晴恒の女）
  - 智慶院（清原宣賢女）
  - 山名民部少輔藤広一雲斎女[15][16][17]

- 子女
  - 宮川尼　武田信高 (若狭武田氏)室[17][18]。
  - 三淵藤英（? - 1574）母は養源院[19]。
  - 細川藤孝（1534 - 1610）母は智慶院[19]。
  - 佐々木越中守室（? - ?）[注釈 5][17]寛政譜に記載なし。
  - 玉甫紹琮（1546 - 1613）僧侶。大徳寺住持、総見院二世、高桐院開山。号半泥子。大悲広通禅師。[17][18][21]
  - 梅印元冲（? - 1605）僧侶。南禅寺語心院住職。[17][18]
  - 長岡好重（1561 - 1617）伊賀守[18]。母は山名氏、母方名跡を継ぎ、子孫は熊本藩士三淵（山名）氏[15]。室は兄藤孝の女・栗[22]。
  - 土御門久脩室（? - ?）母は山名氏[17][注釈 6]。寛政譜に記載なし。